# Métallofullerène

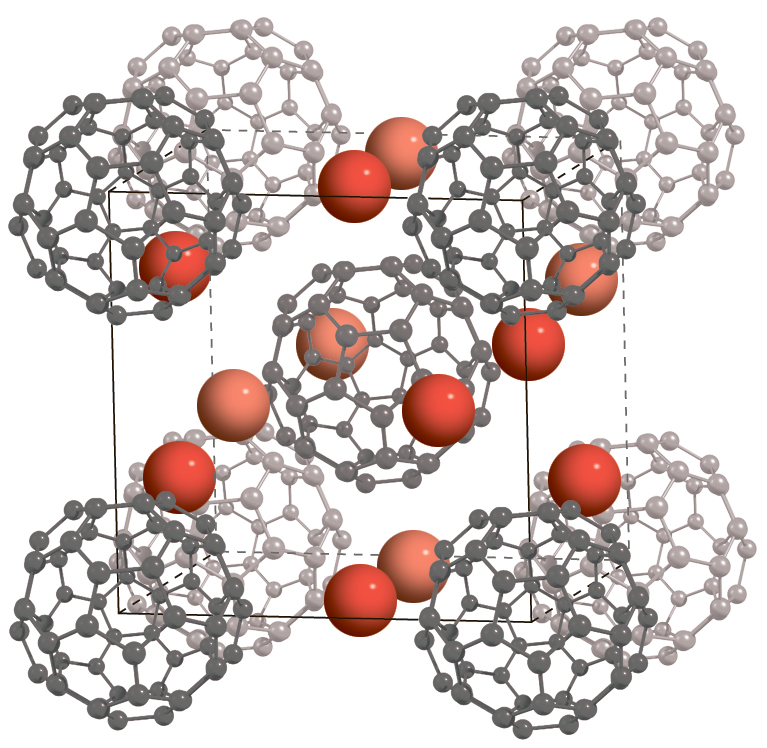
Structure du fulleride métallique Cs_{3}C_{60}.

En chimie, un métallofullerène est une molécule composée d'un atome métallique, un ion métallique ou un agrégat métallique (notamment des carbures, nitrures et oxydes métalliques mais aussi des complexes) lié à un fullerène, tels La@C82, et Li@C60. Les fullerides métalliques sont également des métallofullerènes,. Un métallofullerène peut être endohédrique (par exemple Gd@C82) ou exohédrique (par exemple CsC60). La synthèse du premier métallofullerène date de 1985.

## Histoire
Les premiers métallofullerènes synthétisés ont été des métallofullerènes de lanthane, en 1985, peu après la synthèse du buckminsterfullerène,,. Les premiers métallofullerènes exohédriques synthétisés et isolés ont été les complexes C60Pt(PPh3)2 et C60Pd(PPh3)2.

## Production
Les métallofullerènes sont produits en phase gazeuse à partir de l'évaporation de graphite dopé par des éléments métalliques. 

## Applications
Des dérivés de métallofullerènes de lanthanides et notamment de gadofullerène (métallofullerène contenant du gadolinium) pourraient être utilisés comme agent contrastant en imagerie par résonance magnétique,,.
Certains métallofullerènes sont supraconducteurs, en particulier les métallofullerènes de métaux alcalins.